# Lista över svenska lampfabriker

## Om lamptillverkning i Sverige

### Historia
Lampor i betydelsen belysningsarmatur har använts i Sverige länge. Någon omfattande införsel var inte nödvändig eftersom facklor och lyktor var relativt enkla att tillverka, men när mer utsmyckade vaxljushållare började användas skedde en viss import och på 1700-talet då oljelampor började utvecklas och bli mer avancerade ökade importen. På 1860-talet inleddes användandet av en helt ny belysningsteknik, fotogenlampan.
I Sverige inleddes den industriella tillverkningen av komplett belysningsarmatur år 1884 av Karlskrona Lampfabrik. Det var tysk teknik och tyska maskiner som inköpts för tillverkning av olika stora fotogenbrännare vilka kunde placeras i olika typer av armaturer. Det var från denna fabrik som den svenska marinen och järnvägen främst försågs med lampor.
Den svenska tillverkningen av fotogenbrännare blev dock begränsad. Primus (1892), som började tillverka fotogenkök försåg sitt kök med en lamptillsats och Optimus (1899) som tillverkade fotogenförgasningsapparater gjorde även lampor i denna teknik. Tillverkningen av armaturer avsedda för fotogenbrännare kom emellertid igång och ett antal företag i Sverige tillverkade armaturer som försågs med tyska, franska eller amerikanska brännare. Störst bland dessa blev Arvid Böhlmarks lampfabrik i Stockholm, som dock upphörde med denna tillverkning i mitten av 1900-talet.
Parallellt med fotogentekniken utvecklades och upphörde gasdriven ytterbelysning. Den drevs med stadsgas och var bestyckad med gaslyktor som till största delen var importerade. En del armaturer tillverkades dock på svenska gjuterier. 
Ett fåtal svenska företag började redan i slutet av 1800-talet tillverka elektrisk belysningsarmatur. Större kommuner satsade på egna elverk, främst för gatubelysning, men elen blev ofta för dyr för belysning i privata hem. Under första världskriget ökade dock priset på fotogen, samtidigt som glödlampor började serietillverkas, vilket kraftigt drev på marknaden för elektrisk belysning.
Ljuskällan blev i fortsättningen ett utbytbart komplement till lampfabrikernas produkter vilka därför inte behövde vara så tekniskt avancerade. Detta fick till följd att det växte fram ett stort antal lampfabriker runt om i landet. Det var ofta gjuterier, metallvarufabriker, glasbruk eller tygskärmstillverkare som kompletterade sina sortiment med elektrisk belysningsarmatur.
De mindre lampfabrikerna blev dock inte långlivade i konkurrensen med det fåtal som lyckades växa till sig i den storföretagsorienterade industrimiljö som dominerade Sverige under 1900-talets andra hälft. De som inte avvecklade sin tillverkning helt och hållet övergick successivt till att köpa in hela armaturer från andra länder. IKEA, som lät tillverka belysningsarmatur runt om i världen, kom att bli den stora leverantören av hembelysning i Sverige och Fagerhult Group den mest betydande vid offentlig belysning.

## Branschstruktur
För att förstå våra svenska lamptillverkares olika uppbyggnad och affärsmässiga inriktning kan vi se på branschen längs två dimensioner. Dels horisontellt (förhållandet mellan företagen), dels vertikalt (produktflödet från råvara till slutkund). Nedan visas hur belysningsbranschens vertikala struktur såg ut och till viss del fortfarande ser ut. Detaljisterna var under 1900-talets första hälft till stor del fristående och lokala. De sålde lokalt på orten allt som hade med elektricitet att göra från armaturer och dammsugare till strykjärn och kokkärl. Vissa elinstallatörer växte sig stora över hela regioner. Med anledning av ökad konkurrens inom handeln uppstod senare kedjebildning och stormarknader. De lokala elhandlarna sålde oftast flera tillverkares produkter.
Fusioner och samgåenden var faktiskt inte så vanliga i branschen varken horisontellt eller vertikalt. Men det finns ett par kända exempel. Dit hör Arvid Böhlmarks lampfabrik som redan på 1800-talet köpte ett glasbruk. De köpte alltså upp en leverantör och vertikalintegrerade bakåt. De hade också en butik i Stockholm men sålde annars via detaljister i hela Norden som de flesta andra. Även varuhuset Nordiska kompaniet vertikalintegrerade bakåt genom att starta egen produktion av möbler och belysningsarmaturer. Det tredje exemplet är Asea som köpte upp producenten Elektriska AB Chr Bergh & Co och inordnade sin lamptillverkning under avdelningen för installationsmateriel (IM). (Se även Asea belysning.) Asea var en industriell gigant som hade stor vana av strategisk vertikalintegrering. De hade till och med egen skog för att kunna producera kol till sina masugnar i exempelvis Surahammars Bruk. Längre fram mot kund i vertikalen hade de ett utvecklat affärsnätverk av egna filialer även internationellt och butiker som de knöt ett nära samarbete med.
| Inriktning | Verksamhet                                                                              | Produktflöde              | Produktflöde                  | Kommentarer | Kommentarer |
| ---------- | --------------------------------------------------------------------------------------- | ------------------------- | ----------------------------- | --- | --- |
| Industri   | Teknikutveckling, tillverkning, montering, ”resande” försäljning (delade ut kataloger). | Råvaruproducenter         | Råvaruproducenter             | Kemikalier, skog, gruvor med mera i Sverige och utomlands, kopparnoteringen påverkade priset på råmässing och elektrisk ledning. | Kemikalier, skog, gruvor med mera i Sverige och utomlands, kopparnoteringen påverkade priset på råmässing och elektrisk ledning. |
| Industri   | Teknikutveckling, tillverkning, montering, ”resande” försäljning (delade ut kataloger). | Tillverkare, halvfabrikat | Tillverkare, halvfabrikat     | Metallvarufabriker, gjuterier, glasbruk, galvaniseringsverkstäder, skärmateljéer, kabelfabriker med mera.                        | De större lampfabrikerna hade båda dessa funktioner men tillverkade olika typer av halvfabrikat, vissa av metall eller trä och andra av glas, vissa hade egen teknisk ytbehandling och andra inte, vissa tillverkade egna textilskärmar medan andra köpte in dem från ateljéer.                                                                                   |
| Industri   | Teknikutveckling, tillverkning, montering, ”resande” försäljning (delade ut kataloger). | Tillverkare, helfabrikat  | Tillverkare, helfabrikat      | Till exempel metall- och träbearbetning samt monteringsverkstäder.                                                               | De större lampfabrikerna hade båda dessa funktioner men tillverkade olika typer av halvfabrikat, vissa av metall eller trä och andra av glas, vissa hade egen teknisk ytbehandling och andra inte, vissa tillverkade egna textilskärmar medan andra köpte in dem från ateljéer.                                                                                   |
| Handel     | Inköp, distribution, butiksförsäljning.                                                 | Konsumentmarknad (B2C)    | Proffsmarknad (B2B)           | Två olika huvudkundsegment för fabrikstillverkarna ovan varav de större vände sig till båda.                                     | Böhlmarks och Nordiska kompaniet hade egna flaggskeppsbutiker i Stockholm för konsumenter (ett stenkast från varandra), Asea hade butiker med installationsmateriel i Sverige och internationellt med tyngdpunkt på proffsmarknaden, Bröderna Malmströms hade showroom för grossister och föreskrivande led i Malmö och Stockholm samt butiksförsäljning i Malmö. |
| Handel     | Inköp, distribution, butiksförsäljning.                                                 | Grossister                | Arkitekter, föreskrivande led | Två olika huvudkundsegment för fabrikstillverkarna ovan varav de större vände sig till båda.                                     | Böhlmarks och Nordiska kompaniet hade egna flaggskeppsbutiker i Stockholm för konsumenter (ett stenkast från varandra), Asea hade butiker med installationsmateriel i Sverige och internationellt med tyngdpunkt på proffsmarknaden, Bröderna Malmströms hade showroom för grossister och föreskrivande led i Malmö och Stockholm samt butiksförsäljning i Malmö. |
| Handel     | Inköp, distribution, butiksförsäljning.                                                 | Detaljister               | Grossister, elinstallatörer   | Konsument- respektive proffsbutiker, elektriker, butikskedjor, stormarknader, på lokala orter ofta samma företag.                | Böhlmarks och Nordiska kompaniet hade egna flaggskeppsbutiker i Stockholm för konsumenter (ett stenkast från varandra), Asea hade butiker med installationsmateriel i Sverige och internationellt med tyngdpunkt på proffsmarknaden, Bröderna Malmströms hade showroom för grossister och föreskrivande led i Malmö och Stockholm samt butiksförsäljning i Malmö. |
| Handel     | Inköp, distribution, butiksförsäljning.                                                 | Slutkunder                | Fastighetsägare               | Armaturer till proffsmarknaden var generellt sett modernare medan hemarmaturer var mer traditionella.                            | Armaturer till proffsmarknaden var generellt sett modernare medan hemarmaturer var mer traditionella. |

## Svenska fabriker
Här följer en lista över både kända och bortglömda svenska lampfabriker. Avsikten är framförallt en historisk katalogisering av tillverkare. Leverantörer av belysningsglas som komponenter till armaturer är inte inkluderade men det kan vara värt att nämna att vår svenska produktion av belysningsglas var omfattande i småländska Glasriket.
| Företagsnamn                                | Förkortning      | Ort                                  | Period  | Period  | Inriktning | Kommentar |
| Företagsnamn                                | Förkortning      | Ort                                  | Grundat | Upplöst | Inriktning | Kommentar |
| ------------------------------------------- | ---------------- | ------------------------------------ | ------- | ------- | --- | --- |
| AH Belysning (Armaturhantverk)              |                  | Tibro                                | 1945    | –       | | ”Om AH Belysning”. Arkiverad från originalet den 19 augusti 2022. https://web.archive.org/web/20220819091110/https://www.ahbelysning.se/om.html. Läst 14 augusti 2022. |
| Aktiebolaget Svenska Armaturfabriken        | SA               | Järfälla                             | 2018    | -       | | |
| Asea belysning                              | Asea             | Stockholm                            | 1947    | 1968    | Affärsområde inom Asea avd IM. | Produkterna tillverkades huvudsakligen av Cebe i Svalöv. |
| Andersson & Lundgren                        |                  | Malmö                                | 1901    | Okänt   | | ”Om Skånemässan”. Arbetet: s. 12. 17 november 1932. Läst 3 januari 2023. |
| Aneta Belysning AB                          |                  | Växjö                                | 1947    | 1995    | | Uppköpt av Byggma ASA, Norge. |
| Armaturhantverk, AB                         |                  | Göteborg                             | Okänt   | Okänt   | | |
| Arvid Böhlmarks lampfabrik                  | Böhlmarks        | Stockholm                            | 1872    | 1977    | Köpte Pukebergs glasbruk 1898. | Inledde som importör av fotogenlampor. Armaturtillverkning sedan 1885. |
| Ateljé Lyktan                               |                  | Åhus                                 | 1936    | –       | | Del av Fagerhult Group sedan år 1974. |
| Aura Light                                  |                  | Karlskrona                           | 1992    | –       | | Övertog Lumalampan. |
| Axel Annell AB Rationell Belysning          |                  | Stockholm                            | 1932    | 1968    | Axel Annell är känd för att ha introducerat belysningsarmatur för lysrör i Sverige år 1940 och för att ha varit svensk representant för danska Louis Poulsens belysningsarmaturer under 1950- och 1960-talen. | Patent för anordning vid lamellavbländning för belysningsarmatur 1950. |
| Bergbom & Co                                | Bergboms         | Malmö                                | 1940    | Okänt   | Bl a materialet Rotoflex. | |
| Boréns                                      |                  | Borås                                | 1924    | 1985    | | |
| Brottby Mekaniska Verkstads AB              |                  | Göteborg                             | 1938    | Okänt   | | |
| Bröderna Malmströms metallvarufabrik        | BM               | Malmö                                | 1904    | 1974    | Metallindustri, teknisk belysning, eget gjuteri. | Tidigare Sven & Hugo Malmströms metallvarufabrik. 6 st patent i Sverige 1934–1974, 2 st patent i Danmark 1944 och 1975. |
| Bäcklunds Järn och Smide                    | BJS              | Skellefteå                           | Okänt   | Okänt   | | |
| C R Nybergs Lampfabriks AB                  |                  | Sundbyberg                           | 1906    | 1918    | | |
| Edvard Hagman AB                            | EHAB             | Norrköping                           | 1901    | 1959    | | Även Norrköpings lampfabrik. |
| E G Eriksson Elektro-Mek Verkstad AB        |                  | Stockholm                            | 1915    | Okänt   | Tillverkare av arbetsplatsarmaturen Pefege. | |
| E Hansson & Co metallvarufabrik             |                  | Malmö                                | 1921    | Okänt   | Bland annat fartygsarmatur. | Läst den 14 januari 2023 i Kungliga biblioteket, katalogarkiv 1932–1968. |
| Einar Bäckströms metallvarufabrik           | EBM              | Malmö                                | 1918    | 1975    | Metallindustri, konstnärlig utformning, eget gjuteri. | |
| Elektraverken                               |                  | Stockholm                            | 1917    | 1930    | | Samgående med Osram år 1930. Uppköpt av Kooperativa förbundet år 1947. |
| Elektriska AB Chr Bergh & Co                | Cebe (från 1943) | Malmö, Svalöv                        | 1894    | 1968    | Eget gjuteri från år 1917. | Köpte Svalöf maskinverkstäder år 1917 och Sven & Hugo Malmströms metallvarufabrik år 1919. Uppköpt av Luth & Roséns Elektriska år 1925. Införlivat i Aseakoncernen år 1930. Namnändrat till Cebe aktiebolag år 1943. Tillverkade de lampor som såldes via Asea belysning. |
| Elektriska AB Skandia                       |                  | Stockholm (Sollentuna)               | 1917    | –       | Grossist (ej lamptillverkare) | Tidigare dotterbolag till Asea, efter några turer nu ägt av franska Sonepar. |
| Nya AB Eos                                  |                  | Nässjö                               | 1911    | 1965    | | |
| Eric Wärnå                                  | EWÅ              | Värnamo                              | 1950    | 1990    | | |
| Exaktor                                     |                  | Stockholm, Värnamo                   | 1945    | 1957    | | |
| Fagerhult Group                             | Fagerhults       | Fagerhult                            | 1945    | –       | Professionell marknad i ett flertal länder. | |
| Falkenbergs belysning                       | FLB              | Falkenberg                           | 1940    | Okänt   | | Även Falkenbergs metallförädling AB, etablerat som Falkenbergs förkromningsverk år 1931. |
| Gnosjö Konstsmide                           |                  | Gnosjö                               | 1942    | Okänt   | | |
| Granhaga Metallindustri AB                  |                  | Töreboda                             | Okänt   | Okänt   | | Samgående med Hermanders Metallindustri år 1979 till Nordsales Granhaga AB. ”Om Hermanders”. https://hermanders.se/historia/. Läst 15 augusti 2022. |
| Hans-Agne Jakobsson                         | HAJ              | Markaryd                             | 1951    | Okänt   | | |
| J P armatur, Elektro-Metall                 |                  | Malmö                                | 1921    | Okänt   | | Tidigare Johansson & Pröjtz och senare Elektro-Metall. |
| Järnarmatur, AB                             | AJH              | Hillerstorp                          | 1938    | Okänt   | Belysningsarmatur men även delar till armaturer, bl a så kallade "metallslangar" som andra tillverkare använde.                                                                                               | Även Antonsson & Holmberg. |
| Järnkonst                                   |                  | Horn                                 | 1946    | 2007    | | |
| Karlskrona Lampfabrik                       | KLK              | Karlskrona                           | 1884    | –       | Tillverkar och marknadsför fotogenlampor och reservdelar samt klassiskt formgivna elektriska lampor. Lampfabrikens hemsida                                                                                    | Först med egen tillverkning (fotogenlampor) i Sverige. |
| Konsthantverk                               |                  | Tyringe                              | 1921    | –       | | |
| Kostalampan                                 |                  | Kosta                                | 1968    | 1976    | | Uppköpt av Fagerhult Group. |
| Knut Nyström Metallfabrik                   |                  | Stockholm                            | 1894    | 1999    | | |
| Ledenergy Nordic AB                         |                  | Emmaboda                             | 2011    | Okänt   | | |
| Lilux belysning                             |                  | Stockholm                            | 1962    | 1979    | | Startades och ägdes av Bo Annell och utvecklades till belysningsföretaget Annell Ljus och Form. Bo Annell var son till Axel Annell. |
| Luco armaturfabrik, AB                      |                  | Göteborg                             | 1948    | Okänt   | Utomhusbelysningar av koppar. | Svante Carlsson. ”AB Luco, armaturfabriken på Norra Hamngatan i Göteborg”. http://www.tjorbu.se/luco.html. Läst 17 januari 2023. |
| Lumalampan                                  |                  | Stockholm, Karlskrona                | 1929    | 1991    | Endast glödlampor och lysrör. | Flyttade till Karlskrona 1969. Filmsekvens |
| Luth & Roséns Elektriska                    |                  | Stockholm                            | 1885    | 1940    | Industriarmatur | Köpte Elektriska AB Chr Bergh & Co år 1926. Uppköpt av Asea år 1930. |
| Lux, AB                                     |                  | Stockholm                            | 1901    | 1919    | Tillverkare av bland annat Luxlampan. | Slogs samman med Elektromekaniska AB år 1919 och bildade Elektrolux, sedermera Electrolux. |
| Luxus AB, Uno och Östen Kristiansson        |                  | Vittsjö                              | 1951    | Okänt   | | |
| Malmö metallvarufabrik                      | MM               | Malmö                                | 1916    | 1970    | Metallindustri, eget gjuteri. | 1 st patent i Sverige, 1 st patent i Danmark, båda 1927. |
| Markslöjd                                   |                  | Kinna                                | 1963    | –       | | ”Om Markslöjd”. https://markslojd.com/sv-se/markets/se/hjalp/om-markslojd. Läst 19 augusti 2022. |
| Orrefors glasbruk                           |                  | Orrefors (Nybro)                     | 1898    | 2013    | Huvudsakligen glasbruk | Levererade också glas till andra armaturtillverkare som Nordiska kompaniet och Elektriska AB Chr Bergh & Co |
| Otto Meyers konst-, metall- och zinkgjuteri |                  | Stockholm                            | 1875    | 1973    | Gjuteri | Levererade bland annat gjutna belysningsprodukter till Nordiska kompaniet. Annars mest känd för bronsstatyn Sankt Göran och draken, Gamla stan, Köpmantorget, Stockholm.                                                                                                  |
| Möller Armatur                              | MAE              | Eskilstuna                           | Okänt   | Okänt   | | |
| Nordiska Kompaniets verkstäder              | NK               | Nyköping                             | 1904    | 1973    | Inredning | |
| Nybro Armaturfabrik                         | NAFA, NAF, ANF   | Nybro                                | 1948    | 2004    | | |
| Optimus AB                                  |                  | Upplands-Väsby                       | 1899    | 1965    | | |
| Osram Svenska AB                            |                  | Stockholm                            | 1921    | 1981    | | Osram Elektraverken från år 1930. Uppköpt av Kooperativa förbundet år 1947. |
| Pagos armaturfabrik                         |                  | Kungsör, Hultsfred, Bergkvara        | 1944    | Okänt   | | Även Handelsaktiebolaget Pagos. Tog över Upsala armaturfabrik år 1970. |
| Philips Svenska AB                          |                  | Stockholm                            | 1923    | –       | Tillverkade elektriska ljusstakar i mindre skala i mitten av 1900-talet. | Agent för ljuskällor. |
| Primus                                      |                  | Stockholm                            | 1892    | 2003    | | Är sedan 2003 en del av Fenix Outdoor. |
| Radius                                      |                  | Stockholm                            | 1913    | 1960    | | |
| Rejmyre Armaturfabrik                       | RAF              | Rejmyre                              | 1948    | Okänt   | | |
| Sieverts Kabelverk                          |                  | Stockholm (Sundbyberg)               | 1888    | 1984    | | Uppköpt av Ericsson och blev Ericsson Cables. |
| Skandinaviska Glödlampsfabriken             |                  | Nyköping                             | 1899    | 1976    | Glödlampor och inte belysningsarmatur. | |
| Skånska ättikfabriken AB                    |                  | Perstorp                             | Okänt   | Okänt   | | Del av Perstorps produkter. |
| Stilarmatur, AB                             | STA              | Tranås                               | Okänt   | Okänt   | | |
| Stockholms armatur & metallfabrik           |                  | Stockholm                            | Okänt   | Okänt   | | |
| Svea, Glödlampsfabriken                     |                  | Stockholm (Sundbyberg)               | 1897    | 1899    | Glödlampor och inte belysningsarmatur. | |
| Svenskt Tenn, Firma                         | FST              | Stockholm                            | 1924    | –       | Inredning | Tillverkade ej belysningsarmatur i egen fabrik. |
| Upsala armaturfabrik                        | UA               | Uppsala, Stockholm, Hultsfred (1962) | 1915    | 1970    | | |
| Wazo-verken                                 |                  | Göteborg                             | Okänt   | Okänt   | Ursprungligen symaskinsbelysning, sedermera platsbelysning. | |
| Westal                                      |                  | Bankeryd                             | 1947    | –       | Tillverkar armaturer för offentlig miljö och privatmarknaden i Bankeryd. | Om Westal |
| Örsjö Belysning                             |                  | Örsjö                                | 1948    | –       | | ”Om Örsjö”. https://www.orsjo.com/om-orsjo/. Läst 25 augusti 2022. Även Örsjö Industri AB. |

## Fler svenska lampfabriker
Här följer namn på fabriker som uppges ha tillverkat lampor i Sverige, baserat på nedanstående källförteckning, men där uppgifter om själva verksamheten i någon större omfattning saknas:
Adlon armatur, Ahlberg & Bengtsson AB (Landskrona), Villh Andersons metallfabrik (Stockholm), Aktuell belysning AB, Anderberg Kurt, Andersson JW, Armaturbolaget, Armaturmecano, Backemark E AB, Belysningsarmatur Firma, Bjerkås AB (Göteborg), Artur Blomkvists metallfabrik (Eskilstuna), A E Bolling (Gränna), Bohlin & Hörberg AB, Borås elektriska armaturfabrik AB, Britanniafabriks AB (Stenkullen), Bronskonst, Corona belysningskultur (Stockholm), Bröderna Isaksén, Byarums aluminiumgjuteri, Elektro Iwo AB (Mariestad), El-Materiel AB, Bröderna Erikssons metallfabrik (Stockholm), Eskilstuna armatur & metall W Ståhlberg (Eskilstuna), Eskilstuna metallindustri (Eskilstuna), Gemco armatur, Glössner & Co Konstglasverkstäderna, Guldsmeds AB GAB (Stockholm), Gustavsson K V, Hökensås industrin, Ivars Armatur (IA), Johanneshovs armaturfabrik, E Jonson armatur & metallgjuteri (Sundbyberg), Krafts skärmatelje AB, Kronobergs handels- & industriaktiebolag, Liberty belysningsarmatur AB, Lundqvist Gunvor, Malmens metallverkstad (Hovmantorp), Metall & armatur, Bröderna Miller (Bankeryd), Ateljé Mita, Målerås mekaniska verkstad, M & E Ohlssons klockgjuteri och armaturfabrik (Ystad), Nybro Svarveri, P C Pedersen mekanisk verkstad, Pellyfabriken, Sigurd Perssons metallvarufabrik, Sandin Sven, Skånska armaturfabriken AB, Stjernqvist metallfabrik AB, Svensk armatur, Svenska metallbolaget, Triplexfabriken (Enköping), Vellinge metallindustri AB, Wulffson Herman, Ätranverken (Falkenberg).

## Influenser utifrån
De tekniska cheferna på ovan nämnda belysningsföretag var influerade av länderna i Europa. Framför allt Tyskland och Storbritannien som inom industriell utveckling av elektroteknik hade kommit långt. Nedan visas en förteckning över de mässor och mötesplatser inom teknik- och samhällsutveckling samt arkitektur som var mest tongivande i Europa under 1900-talets första hälft och en tid därefter och har relevans för elektrisk belysning.
| Mässa                                                                                | Stad                                    | Land           | Period/År | Huvudfokus                                                   | Återkommande            | Besökarstatistik (exempel) | Relevans/Betydelse |
| ------------------------------------------------------------------------------------ | --------------------------------------- | -------------- | --------- | ------------------------------------------------------------ | ----------------------- | --- | --- |
| Leipziger Messe (Tekniska mässan) (tyska: Leipziger Messe)                           | Leipzig                                 | Tyskland       | Från 1920 | Allmän industri/Varuprovsmässa, elektrisk industri           | Ja                      | Status som ”världsmässa”, 1,3 miljoner besökare årligen (modern tid)                                                            | Världens första varuprovsmässa; viktig plattform för elektrisk industri; största återkommande tekniska mässan i Tyskland |
| British Industries Fair (BIF) (engelska: British Industries Fair)                    | London och Birmingham (Castle Bromwich) | Storbritannien | 1915–1957 | Brittisk industriell produktion (inkl. el), elektroteknik    | Ja                      | 1934: 12 008 utländska köpare (London), 114 339 inhemska köpare (London), 34 536 allmänhet (London); totalt Birmingham: 124 507 | Främjade inhemsk produktion; visade brittisk industriell styrka och kvalitet; eltekniksektion                            |
| Große Reichsausstellung Schaffendes Volk (tyska: Reichsausstellung Schaffendes Volk) | Düsseldorf                              | Tyskland       | 1937      | Industri, ekonomi, materiella framsteg, elektrisk utrustning | Nej (engångsföreteelse) | Cirka 6 miljoner besökare | Stor nationell utställning som visade nationalsocialistiska framsteg; inkluderade elektrisk utrustning                   |
| Hannover Messe (engelska: Hannover Messe)                                            | Hannover                                | Tyskland       | Från 1947 | Industriell mässa, forskning, elektroteknik                  | Ja                      | Första mässan 1947: 736 000 besökare; över 1 miljon besökare årligen (tidigt 1960-tal)                                          | Symbol för det tyska ekonomiska undret; snabbt växande internationell plattform för teknik och industri                  |

| Mässa | Stad      | Land           | Period/År | Huvudfokus                                                                                           | Återkommande            | Besökarstatistik (exempel)                                                                       | Relevans/Betydelse |
| --- | --------- | -------------- | --------- | --- | ----------------------- | ------------------------------------------------------------------------------------------------ | --- |
| Exposition Universelle (engelska: Exposition Universelle (1900))                                                                                      | Paris     | Frankrike      | 1900      | Industri, arkitektur                                                                                 | Nej (engångsföreteelse) | >50 miljoner                                                                                     | Officiell lansering av Art Nouveau; visade senaste uppfinningar inom maskinteknik och arkitektur                                                                          |
| Ideal Home Exhibition (engelska: Ideal Home Show) | London    | Storbritannien | Från 1908 | Heminredning, hushållsapparater, bostadsdesign                                                       | Ja (årlig, med avbrott) | 1908: 160 000; tidigt 1930-tal: ≈700 000; 1957: >1.5 miljoner                                    | ”Fönster” för nya hushållsprodukter; speglade förändrade attityder till hem och arbete                                                                                    |
| Internationale Baufach-Ausstellung (tyska: Internationale Baufach-Ausstellung 1913)                                                                   | Leipzig   | Tyskland       | 1913      | Arkitektur, Byggnation                                                                               | Nej (engångsföreteelse) | Ej specificerat för denna, men 2,3 miljoner för efterföljande utställning på samma plats år 1914 | Skapade ny utställningsplats; fokus på arkitektur |
| Paris International Exhibition of Modern Decorative and Industrial Arts (engelska: International Exhibition of Modern Decorative and Industrial Arts) | Paris     | Frankrike      | 1925      | Dekorativ konst, industriell design, inredning                                                       | Nej (engångsföreteelse) | >16 miljoner                                                                                     | Definierade Art déco-rörelsen; integration av moderna material och massproduktion                                                                                         |
| Werkbund Exhibition – The Dwelling (”Die Wohnung”) (engelska: Werkbund Exhibition – The Dwelling)                                                     | Stuttgart | Tyskland       | 1927      | Modern bostadsarkitektur och design                                                                  | Nej (engångsföreteelse) | 500 000                                                                                          | Fokus på modernism och funktionalism inom bostadsbyggande |
| Milanotriennalen | Milano    | Italien        | Från 1923 | Design, arkitektur, konst, industriell design                                                        | Ja (biennal/triennal)   | Ej specificerat för alla, men Hans Bergström vann guldmedalj år 1954                             | Ansågs som viktigaste design- och arkitekturutställningen; främjade relationen mellan industri, konst och samhälle                                                        |
| Exposition Internationale des Arts et Techniques dans la Vie Moderne (engelska: Exposition Internationale des Arts et Techniques dans la Vie Moderne) | Paris     | Frankrike      | 1937      | Konst och teknik i det moderna livet, arkitektur, design, nya material (plast, aluminium), belysning | Nej (engångsföreteelse) | 31 040 955                                                                                       | Största utställningen i Paris hittills; rival till ”Schaffendes Volk” ovan; visade upp nya material och modern design; Picasso's Guernica; Eiffeltornet fick ny belysning |
| Brussels International Exposition (Expo 58) (engelska: Expo 58)                                                                                       | Bryssel   | Belgien        | 1958      | Arkitektur, teknik, humanism                                                                         | Nej (engångsföreteelse) | >41,5 miljoner                                                                                   | Första världsexpon efter andra världskriget; visade tekniska framsteg och arkitektoniska innovationer (t ex Atomium, Philips Pavilion)                                    |

### Allmänna källor
Det finns mycket litteratur om belysning som ljusfunktion både ur tekniskt och kulturellt perspektiv. Däremot är litteratur om den svenska belysningsbranschens uppkomst och utveckling överraskande knapphändig. De huvudsakliga källorna för att göra en någorlunda korrekt analys av svensk belysningsbransch både horisontellt (storleksförhållanden mellan företagen) och vertikalt (hela ledet från råvara till slutkund) är följande.
- Tillverkares och grossisters produktkataloger, samt skillnader och likheter mellan dessa, på våra svenska pliktbibliotek.
- Äldre fackpresslitteratur och specialtidskrifter som Ljuskultur, Elektricitetens rationella användning (ERA) och Teknisk tidskrift på samma pliktbibliotek.
- Kommerskollegiums industristatistik på Riksarkivet med uppgifter om saluförda värden, personalstyrkor och råvaruåtgång.
- Svensk industrikalender med årlig förteckning (H) av till Sveriges Industriförbund anslutna företag som producerade belysningsarmatur och belysningsanordningar samt deras ägarförhållanden och personalstyrkor.
- Semkos listor över godkänd elektrisk materiel där alla företag som tillverkade lamphållare och annan installationsmateriel samt golv- och bordslampor för användning inom Sverige är inkluderade efter år 1950 då S-märkning på belysningsarmaturer började bli obligatoriskt.

### Specifika källor
- Folcker, Ivar, red (1930–1955). Ljuskultur (Belysningsföretagen, arkiv). Läst 6 november 2024.
- ”11 Belysningsarmatur”. Godkänd elektrisk materiel. Stockholm: Semko. 1951. sid. 215–237. (Läst via Kungliga biblioteket.)
- Bestämmelser om utförande och provning av glödlampsarmatur (Normhäfte nr 19). Stockholm: Semko. 1951. (Läst via Kungliga biblioteket.)
- Kommerskollegium, Statistiska byrån. H I aaa, Specialuppgifter från fabriker, Riksarkivet. Läst 10 augusti 2023.
- ”Svensk industrikalender, avsnitt 11 (Järn-, stål- och metallmanufaktur) H (Belysningsarmatur och belysningsanordningar)”. Projekt Runeberg. Sveriges Industriförbund. 1947. sid. 146–148. https://runeberg.org/svindkal/1947/1093.html. Läst 14 januari 2024.
- Skantze, Patrik (2015). I nytt ljus: Sveriges industrihistoria ur ett familjeföretags perspektiv. Printfabriken, Karlskrona: Arakne förlag. ISBN 9789197868129